# TEE Colosseum
Le TEE Colosseum était un train rapide qui reliait Milano-Centrale à Roma-Termini, de 1984 à 1987. Exploité par la Ferrovie dello Stato Italiane, le TEE Colosseum était un Trans-Europ-Express issu de l'ancien TEE Settebello assurait en rame ETR 300 (donc uniquement en première classe) jusqu'à la fin du service d'hiver le 30 mai 1987 puisqu'il cessait définitivement de circuler par déclassement en Intercity du fait de la création des EuroCity le lendemain, deux années plus tard au service d'été du 28 mai 1989 son parcours est prolongé jusqu'à Frankfurt et limité le 2 juin 1991 à Bâle - Milano - Roma.
Il est finalement supprimé le 1er juin 1997 lors de la mise en service des rames pendulaires ETR 470 Cisalpino entre Bâle et Milan.
Le nom de ce TEE fait référence au Colosseum, nom latin de l'artère romaine du Colisée vers 80.

## Parcours et arrêts[1]
- 3 juin 1984 Milano-Centrale, Bologna, Firenze S.M.N., Roma Termini (629,1 km)
- 30 mai 1987 Dernier jour de circulation de ce TEE

## Numérotation[1]
- 3 juin 1984 TEE 77-76

## Matériel et compositions[1]
- Voitures TEE FS, type service intérieur, 2 jeux comprenant : 1 Ds, 7 A, 2 Ap, 1 Wr.